# Cara Pifko
Cara Pifko (Toronto, 15 marzo 1976) è un'attrice canadese.

## Biografia
Diplomata alla National Theatre School of Canada, dopo aver ricoperto ruoli minori in produzioni della Canadian Broadcasting Corporation negli anni novanta, nel 2000 ottiene la prima parte da protagonista, in Our Hero.
Nel 2004 appare in Human Cargo. Dal 2004 al 2006 è la protagonista della serie Alla corte di Alice (This is Wonderland), dove interpreta l'avvocato Alice De Raey.
Nel 2010 e nel 2012 ha prestato la voce al personaggio di Kelly Chambers in Mass Effect 2 e in Mass Effect 3.
Nel 2016 è entrata a far parte del cast della seconda stagione di Better Call Saul nel ruolo di Paige Novick.

## Filmografia parziale

### Televisione
- Poliziotto a quattro zampe – serie TV, ep.5x24 (1992)
- Hai paura del buio? – serie TV, ep.2x06 (1994)
- Una strada per Avonlea –serie TV, 3 episodi (1996)
- The City – serie TV, ep.1x05 (1999)
- Our Hero – serie TV, 22 episodi (2000-2002)
- Twice in a Lifetime – serie TV, ep.2x16 (2000)
- Bliss – serie TV, ep.2x05 (2003)
- Alla corte di Alice – serie TV, 39 episodi (2004-2006)
- Human Cargo – serie TV, 3 episodi (2004)
- CSI: Miami – serie TV, ep.5x10 (2006)
- Un matrimonio molto particolare (I Me Wed), regia di Craig Pryce – film TV (2007)
- Senza Traccia – serie TV, ep.5x22 (2007)
- Heartland – serie TV, 3 episodi (2008-2017)
- General Hospital – serie TV, 11 episodi (2009)
- Flashpoint – serie TV, ep.3x08 (2011)
- NCIS - Unità anticrimine – serie TV, ep.8x21 (2011)
- Castle – serie TV, episodio 4x12 (2012)
- CSI: NY – serie TV, ep.9x02 (2012)
- Better Call Saul – serie TV, 16 episodi (2016-2022)
- The Fosters – serie TV, ep.5x15-16 (2018)

### Doppiatrice
- Angela Anaconda – serie animata, voce di Josephine Praline, 33 episodi (1999-2001)
- Miss Spider – serie animata, voce di Eunice, 11 episodi (2004-2008)
- Mass Effect 2 – videogioco, voce di Kelly Chambers (2010)
- Mass Effect 3 – videogioco, voce di Kelly Chambers (2012)
- Mass Effect: Legendary Edition – videogioco, voce di Kelly Chambers (2021)
- Star Wars: The Bad Batch – serie animata, voce di Suu, ep.1x02 (2021)

## Doppiatrici italiane
Nelle versioni in italiano delle opere in cui ha recitato, Cara Pifko è stata doppiata da:
- Lucia Valenti in Alla corte di Alice
- Ilaria Latini in Heartland
- Alessandra Korompay in Castle
- Stella Gasparri in CSI: NY
- Michela Alborghetti in Better Call Saul

Come doppiatrice, è stata sostituita da:
- Loretta Di Pisa in Mass Effect 2, Mass Effect 3
- Sabrina Duranti in Miss Spider